# Kyaraben
Kyaraben hay charaben (キャラ弁), một cách nói ngắn gọn của bento hoạt hình (キャラクター弁当 kyarakutā bentō), là một loại bento (cơm hộp kiểu Nhật) được trang trí gồm đồ ăn được tạo hình giống con người, nhân vật từ các chương trình nổi tiếng, động vật, và cây cối. Người nội trợ Nhật Bản thường dành thời gian tạo hình cho các bữa ăn của gia đình họ, gồm cả cơm hộp.

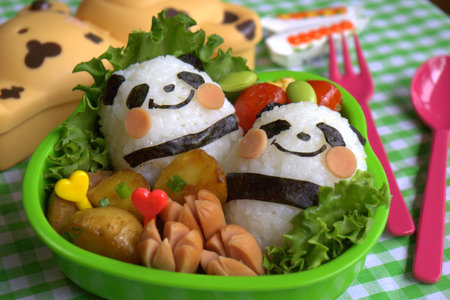
Một kyaraben gồm cơm nắm được trang trí giống gấu trúc

Ban đầu, một hộp bento được trang trí nhằm mục đích thu hút sự quan tâm của trẻ em đến đồ ăn của chúng và khuyến khích chúng về nhiều thói quen ăn uống hơn. Bây giờ nó đã phát triển thành một biểu tượng văn hóa, đến mức mà có cuộc thi cấp quốc gia về trang trí kyaraben được tổ chức.

## Trong văn hóa phổ biến
Hộp cơm Kyaraben là một yếu tố trong cốt truyện chính của Bento Monogatari, một bộ phim ngắn năm 2010 của đạo diễn người Bỉ Pieter Dirkx.

## Liên kết ngoại
- Thức ăn mặt: Sự sáng tạo về mặt thị giác của Charaben (và Thức ăn khác)